# Arbeitsmedizinische Regeln
Arbeitsmedizinische Regeln (AMR) konkretisieren die Anforderungen der Verordnung zur arbeitsmedizinischen Vorsorge (ArbMedVV) in Deutschland. Sie werden vom Ausschuss für Arbeitsmedizin erarbeitet und sollen den Stand der Arbeitsmedizin und gesicherte arbeitsmedizinische Erkenntnisse wiedergeben. Die arbeitsmedizinischen Regeln sind nicht rechtsverbindlich. Mit ihrer Bekanntgabe im Gemeinsamen Ministerialblatt (GMBl) durch das Bundesministerium für Arbeit und Soziales erhalten sie Vermutungswirkung: Das heißt, dass bei Einhaltung der arbeitsmedizinischen Regeln davon ausgegangen wird, dass die Anforderungen der Verordnung zur arbeitsmedizinischen Vorsorge erfüllt sind. Falls ein Arbeitgeber die arbeitsmedizinischen Regeln nicht umsetzt, müssen die von ihm gewählten Maßnahmen mindestens die gleiche Sicherheit und den gleichen Gesundheitsschutz für die Beschäftigten garantieren wie die Einhaltung der arbeitsmedizinischen Regeln.
| AMR-Nr. | Titel der arbeitsmedizinischen Regel |
| ------- | --- |
| 2.1     | Fristen für die Veranlassung/das Angebot von arbeitsmedizinischen Vorsorge                                                                           |
| 3.1     | Erforderliche Auskünfte/Informationsbeschaffung über die Arbeitsplatzverhältnisse                                                                    |
| 5.1     | Anforderungen an das Angebot von arbeitsmedizinischer Vorsorge                                                                                       |
| 6.1     | Fristen für die Aufbewahrung ärztlicher Unterlagen                                                                                                   |
| 6.2     | Biomonitoring |
| 6.3     | Vorsorgebescheinigung |
| 6.4     | Mitteilungen an den Arbeitgeber nach § 6 Absatz 4 ArbMedVV                                                                                           |
| 6.5     | Impfungen als Bestandteil der arbeitsmedizinischen Vorsorge bei Tätigkeiten mit biologischen Arbeitsstoffen                                          |
| 11.1    | Abweichungen nach Anhang Teil 1 Absatz 4 ArbMedVV bei Tätigkeiten mit krebserzeugenden oder keimzellmutagenen Gefahrstoffen der Kategorie 1A oder 1B |
| 13.1    | Tätigkeiten mit extremer Hitzebelastung, die zu einer besonderen Gefährdung führen können                                                            |
| 13.2    | Tätigkeiten mit wesentlich erhöhten körperlichen Belastungen mit Gesundheitsgefährdungen für das Muskel-Skelett-System                               |
| 14.1    | Angemessene Untersuchung der Augen und des Sehvermögens                                                                                              |
| 14.2    | Einteilung von Atemschutzgeräten in Gruppen |